# Владимировка (Колосовский район)
Влади́мировка  — деревня в Колосовском районе Омской области. Входит в состав Ламановского сельского поселения.

## География
Располагается в 186 км (из них 41 км — бездорожье) от областного центра.

## История
Основана в 1852 г. В 1928 году состояла из 188 хозяйств, основное население — русские. Центр Владимировского сельсовета Нижне-Колосовского района Тарского округа Сибирского края.

## Население
| 1926 | 2010 |
| ---- | ---- |
| 1105 | ↘142 |